# Категорический силлогизм
Формальная логика есть не что иное, как учение о свойствах, общих всякой классификации, — разъясняет Анри Пуанкаре. — Она учит нас, что два солдата, являющихся частью одного полка, тем самым принадлежат к одной и той же бригаде, следовательно, к одной и той же дивизии; к этому-то и сводится вся теория силлогизмов.
Простой категорический силлоги́зм (др.-греч. συλ-λογισμός «подытоживание, подсчёт, умозаключение» от συλ- (συν-) «вместе» + λογισμός «счёт, подсчёт; рассуждение, размышление») — дедуктивное умозаключение, состоящее из трёх простых атрибутивных суждений: двух посылок и одного заключения.
Пример силлогизма:
|        | Всякий человек смертен. |
|        | Сократ — человек.       |
| След.: | Сократ смертен.         |

## Структура простого категорического силлогизма
Простой категорический силлогизм состоит из трёх простых атрибутивных суждений (посылок и заключения) и включает в себя три понятия — «термины простого категорического силлогизма».
Термины:
- M — средний термин: входит в обе посылки, но не входит в заключение;
- S — меньший термин: субъект заключения;
- P — больший термин: предикат заключения.

Больший и меньший термины также называются крайними.
Посылки:
- Бо́льшая посылка — посылка, содержащая P — предикат заключения. Записывается первой.
- Меньшая посылка — посылка, содержащая S — субъект заключения. Записывается второй.

## Общие правила простого категорического силлогизма

### Правила терминов
- В каждом силлогизме должно быть ровно три термина.
- Средний термин должен быть распределён хотя бы в одной из посылок.
- Крайний термин, не распределённый в посылке, не должен быть распределён в заключении.

Тут «распределён» значит «используется во всей полноте», то есть суждение касается всех значений термина (например, «все люди», «ни одна рептилия» и так далее).

### Правила посылок
- Должна быть хотя бы одна общая посылка (из двух частных вывода нет).
- Если одна из посылок частная, то заключение должно быть тоже частным.
- Должна быть хотя бы одна утвердительная посылка (из двух отрицательных вывода нет).
- Если одна из посылок отрицательная, то заключение должно быть тоже отрицательным.
- Если обе посылки утвердительные, то и заключение должно быть утвердительным.

## Фигуры и модусы
Фигурами силлогизма называются формы силлогизма, отличающиеся расположением среднего термина в посылках:
|                  |  | Фигура 1 |  | Фигура 2 |  | Фигура 3 |  | Фигура 4 |
| Бо́льшая посылка: |  | M—P      |  | P—M      |  | M—P      |  | P—M      |
| Меньшая посылка: |  | S—M      |  | S—M      |  | M—S      |  | M—S      |
| Заключение:      |  | S—P      |  | S—P      |  | S—P      |  | S—P      |

Каждой фигуре отвечают модусы — формы силлогизма, различающиеся количеством и качеством посылок и заключения.
Например, в силлогизме:
|  | Все небесные тела движутся.      |
|  | Все планеты — это небесные тела. |
|  | Все планеты движутся.            |

Бо́льшая посылка является простым суждением вида a (общеутвердительным), меньшая посылка — это тоже простое суждение вида a, и вывод в данном случае представляет собой простое суждение вида a. Поэтому рассмотренный силлогизм имеет модус aaa фигуры 1.
Силлогизм:
|  | Все журналы — периодические издания.            |
|  | Все книги не являются периодическими изданиями. |
|  | Все книги не являются журналами.                |

имеет модус aee фигуры 2.
Силлогизм:
|  | Все углероды — простые тела.                |
|  | Все углероды электропроводны.               |
|  | Некоторые электропроводники — простые тела. |

имеет модус aai фигуры 3.
Всего модусов во всех четырёх фигурах, то есть возможных комбинаций простых суждений в силлогизме, — 256. В каждой фигуре 64 модуса. Однако из всех этих 256 модусов только 24 (19 сильных и 5 слабых) дают достоверные выводы: из истинных посылок выводится необходимо истинное заключение. Заключение сделанное по остальным модусам может оказаться как истинным так и ложным; истинность будет зависеть исключительно от конкретного содержания посылок и заключения.
Модусы изучались ещё средневековыми школами, и для правильных модусов каждой фигуры были придуманы мнемонические имена:
| Фигура 1 |  | Фигура 2  |  | Фигура 3 |  | Фигура 4  |
| Barbara  |  | Cesare    |  | Darapti  |  | Bramantip |
| Celarent |  | Camestres |  | Disamis  |  | Camenes   |
| Darii    |  | Festino   |  | Datisi   |  | Dimaris   |
| Ferio    |  | Baroco    |  | Felapton |  | Fesapo    |
| Barbari  |  | Cesaro    |  | Bocardo  |  | Fresison  |
| Celaront |  | Camestros |  | Ferison  |  | Camenos   |

Здесь и выше гласные буквы жирным шрифтом означают тип суждения:
- a — общеутвердительное (все животные смертны),
- е — общеотрицательное (ни одна змея не имеет меха),
- i — частноутвердительное (некоторые домашние животные — котята),
- o — частноотрицательное (некоторые змеи не имеют меха).

a и i — первая и вторая гласные буквы в слове affirmo (утверждаю, лат.), буквы e и o — аналогично в слове nego (отрицаю, лат.).
Курсивом выделены слабые модусы — модусы которые содержат частное заключение при возможности общего.
Слабые модусы, а также модусы Felapton, Darapti, Fesapo и Bramantip, предполагают непустоту классов, с которыми оперируют силлогизмы (пример Б. Рассела: Все золотые горы — золотые. Все золотые горы — горы. По модусу Darapti отсюда должно следовать: Некоторые горы золотые; однако такое умозаключение неверно, если класс золотых гор пуст).
Примеры силлогизмов каждого типа.
Barbara
|  | Все животные смертны. |
|  | Все люди — животные.  |
|  | Все люди смертны.     |

Celarent
|  | Ни одна рептилия не имеет меха. |
|  | Все змеи — рептилии.            |
|  | Ни одна змея не имеет меха.     |

Darii
|  | Все котята игривы.                    |
|  | Некоторые домашние животные — котята. |
|  | Некоторые домашние животные игривы.   |

Ferio
|  | Ни одна домашняя работа не весела.  |
|  | Некоторое чтение — домашняя работа. |
|  | Некоторое чтение не весело.         |

Barbari
|  | Все животные смертны.   |
|  | Все люди — животные.    |
|  | Некоторые люди смертны. |

Celaront
|  | Ни одна рептилия не имеет меха. |
|  | Все змеи — рептилии.            |
|  | Некоторые змеи не имеют меха.   |

Cesare
|  | Ни одна здоровая еда не полнит. |
|  | Все торты полнят.               |
|  | Ни один торт — не здоровая еда. |

Camestres
|  | Все лошади имеют вздутие живота.         |
|  | Ни один человек не имеет вздутия живота. |
|  | Ни один человек — не лошадь.             |

Festino
|  | Ни один ленивый человек не сдаёт экзамены. |
|  | Некоторые студенты сдают экзамены.         |
|  | Некоторые студенты не ленивы.              |

Baroco
|  | Все информативные вещи полезны.  |
|  | Некоторые сайты не полезны.      |
|  | Некоторые сайты не информативны. |

Cesaro
|  | Ни одна здоровая еда не полнит.    |
|  | Все торты полнят.                  |
|  | Некоторые торты — не здоровая еда. |

Camestros
|  | Все лошади имеют вздутие живота.         |
|  | Ни один человек не имеет вздутия живота. |
|  | Некоторые люди — не лошади.              |

Darapti
|  | Все фрукты питательны.                 |
|  | Все фрукты вкусны.                     |
|  | Некоторые вкусные продукты питательны. |

Disamis
|  | Некоторые кружки красивы.        |
|  | Все кружки полезны.              |
|  | Некоторые полезные вещи красивы. |

Datisi
|  | Все прилежные мальчики в этой школе рыжие.              |
|  | Некоторые прилежные мальчики в этой школе — пансионеры. |
|  | Некоторые пансионеры в этой школе рыжие.                |

Felapton
|  | Ни один кувшин в этом шкафу не нов.            |
|  | Все кувшины в этом шкафу треснутые.            |
|  | Некоторые треснутые вещи в этом шкафу не новы. |

Bocardo
|  | Некоторые кошки не имеют хвоста.         |
|  | Все кошки — млекопитающие.               |
|  | Некоторые млекопитающие не имеют хвоста. |

Ferison
|  | Ни одно дерево не съедобно.         |
|  | Некоторые деревья зелёные.          |
|  | Некоторые зелёные вещи не съедобны. |

Bramantip
|  | Все яблоки в моём саду полезны.               |
|  | Все полезные фрукты зрелы.                    |
|  | Некоторые зрелые фрукты — яблоки в моём саду. |

Camenes
|  | Все яркие цветы ароматны.                        |
|  | Ни один ароматный цветок не выращен в помещении. |
|  | Ни один выращенный в помещении цветок не ярок.   |

Dimaris
|  | Некоторые небольшие птицы питаются мёдом. |
|  | Все питающиеся мёдом птицы цветные.       |
|  | Некоторые цветные птицы небольшие.        |

Fesapo
|  | Ни один человек не совершенен.           |
|  | Все совершенные существа мифические.     |
|  | Некоторые мифические существа — не люди. |

Fresison
|  | Ни один компетентный человек не ошибается.     |
|  | Некоторые ошибающиеся люди работают здесь.     |
|  | Некоторые работающие здесь люди некомпетентны. |

Camenos
|  | Все яркие цветы ароматны.                        |
|  | Ни один ароматный цветок не выращен в помещении. |
|  | Некоторые выращенные в помещении цветы не ярки.  |

В соответствии с правилами, формы могут быть преобразованы в другие формы, и все формы могут быть преобразованы в одну из форм первой фигуры.

## История
Учение о силлогизме впервые изложено у Аристотеля в его «Первой аналитике». Он говорит лишь о трёх фигурах категорического силлогизма, не упоминая о возможной четвёртой. Особенно подробно он рассматривает роль модальности суждений в процессе умозаключения. Преемник Аристотеля, основатель ботаники Теофраст, по словам Александра Афродизийского (в его комментарии к первой «Аналитике» Аристотеля), прибавил ещё пять модусов (modi) к первой фигуре силлогизма; эти пять модусов впоследствии были выделены Клавдием Галеном (жившим во II-м в. н. э.) в особую четвёртую фигуру. Кроме того, Теофраст и его ученик Евдем занялись анализом условного и разделительного силлогизмов. Они допустили пять видов умозаключений: два из них соответствуют условному силлогизму, а три — разделительному, который они рассматривали как видоизменение условного силлогизма. Этим и заканчивается развитие учения о силлогизме в древности, если не считать того добавления, которое сделали стоики в учении об условном силлогизме. По словам Секста Эмпирика, стоики признавали некоторые виды условного и разделительного силлогизма αναπόδεικτοι, то есть не нуждающимися в доказательствах, и рассматривали их как прототипы силлогизма (как, например, смотрит на силлогизм Зигварт). Стоики признавали пять видов подобных силлогизмов, совпадающих с Теофрастовыми. Секст Эмпирик приводит следующие примеры для этих пяти видов:

1. Если наступил день, то имеется свет; но теперь день, следовательно, имеется свет.
2. Если наступил день, то имеется свет, но света нет, следовательно, нет и дня.
3. Не может быть (одновременно) дня и ночи, но день наступил, следовательно, нет ночи.
4. Может быть или день, или ночь, но теперь день, следовательно, нет ночи.
5. Может быть или день, или ночь, но ночи нет, следовательно, теперь день.

У Секста Эмпирика и скептиков вообще мы встречаемся и с критикой силлогизма, но цель критики — доказательство невозможности доказательства вообще, в том числе и силлогистического. Схоластическая логика ничего существенного не добавила к учению о силлогизмах; она лишь порвала ту связь с теорией познания, которая существовала у Аристотеля и тем превратила логику в чисто формальное учение. Образцовым руководством логики в средние века было сочинение Марциана Капеллы, образцовым комментарием — сочинения Боэция. Некоторые из комментариев Боэция занимаются специально учением о силлогизмах, например «Introductio ad categoricos syllogismos», «De syllogismo categorico» и «De syllogismo hypothetico». Сочинения Боэция имеют некоторое историческое значение; они способствовали также установлению логической терминологии. Но в то же самое время именно Боэций придал учениям логическим характер чисто формальный.

«логический квадрат»

Из эпохи схоластической философии по отношению к учению о силлогизме внимания заслуживает Фома Аквинский (ум. 1274), в особенности его подробный анализ ложных умозаключений («De fallaciis»). Сочинение по логике, имевшее некоторое историческое значение, принадлежит византийцу Михаилу Пселлу. Он предложил так называемый «логический квадрат», в коем наглядно выражается отношение различных видов суждений. Ему принадлежат названия различных modi (греч. τρόποι) фигур. Эти названия, латинизированные, перешли в западную логическую литературу.
Михаил Пселл, следуя Теофрасту, пять modi четвёртой фигуры относил к первой. Название видов имело у него в виду мнемонические цели. Ему же принадлежит и общеупотребительное обозначение буквами количества и качества суждений (а, е, i, о). Учения логические у Пселла носят формальный характер. Сочинение Пселла было переведено Уильямом из Шервуда и получило распространение благодаря переделке Петра Испанского (папы Иоанна XXI). У Петра Испанского в его учебнике заметно то же стремление к мнемотехническим правилам. Латинские названия видов фигур, приводимые в формальных логиках, взяты у Петра Испанского. Пётр Испанский и Михаил Пселл представляют собой расцвет формальной логики в средневековой философии. С эпохи Возрождения начинается критика формальной логики и силлогистического формализма.
Первым серьёзным критиком Аристотелевской логики был Пьер Рамэ, погибший во время Варфоломеевой ночи. Во второй части его «Диалектики» говорится о силлогизме; учение его о силлогизме, однако, существенных отступлений от Аристотеля не представляет. Начиная с Бэкона и Декарта философия идёт по новым путям и отстаивает методы исследования: непригодность силлогистического метода в смысле метода получения нового знания становится всё более и более очевидной.
Тем не менее, решение силлогизмов составляет важнейшую часть любого учебника по традиционной логике. Несмотря на то, что использование силлогизмов само по себе не даёт новое знание, использование правил построения силлогизмов позволяет избежать логических ошибок, софизмов, в рамках имеющегося знания (см. Демагогия).

## Силлогизм в современной логике
Силлогизм преобладал в логике до XIX века и имел ограниченное приложение в частности из-за привязки к категорическому силлогизму. Заменой аристотелевской силлогистике служит более простая логика первого порядка.